# Gottfried Steegh
Gottfried Steegh, auch: Godefridus Steeghius, Godfried Versteegh, Gottfriedt von der Staige (* 1550 in Amersfoort, Niederlande; † 1609 in Prag, Böhmen) war ein niederländischer Mediziner, fürstbischöflicher Leibarzt in Würzburg und kaiserlicher Leibarzt in Prag.

## Leben
Steegh studierte an den Universitäten Löwen, Montpellier und Pisa.
Fürstbischof Julius Echter von Mespelbrunn holte ihn von Nimwegen an seinen Hof in Würzburg. Mit Neugründung der Julius-Maximilians-Universität Würzburg (1582) wurde Steegh dort Professor. Der Fürstbischof machte ihn 1591 zu seinem Ersten Leibarzt.
Spätestens ab 1597 bis zu seinem Tod war er Leibarzt von Kaiser Rudolf II. in Prag.

## Veröffentlichungen
- Descriptio fontis medicati Kissingensis, Verlag Georg Fleischmann, Würzburg 1595.
  - Deutsche Übersetzung: Sabine Greb: Beschreibung der Kissinger Heilquelle, 1595, Hg.: Staatliche Kurverwaltung Bad Kissingen et al., Würzburg und Bad Kissingen 1985.
- Godefridi Steegh Amorforti, reverendissimi atque illustrissimi pricipis ac domini, D. Julio Episcopo Herbipolensi Franciae Orient. Ducis Medici Tractatus de Peste, inquo vera praeseruandi & curandi ratio recensetur. Verlag Georg Fleischmann, Würzburg, 1597
- Ars medica Godefridi Steeghij Amorfortij Inuictissimi atque Augustissimi Rudolphi II. Romanorum Imperatoris medici cubicularij. Tota conscripta methodo diuisiua a Galeno diuersis locis proposita, commendata & exemplis illustrata, a recentioribus quibusdam clarissimis inchoata, sed a nemine hactenus absoluta. Cum indice rerum & verborum locupletissimo. Rationem operis explicat praefatio ad lectorem, seriem atque ordinem subsequens librorum atque capitum index, Verlag Marnius & Aubrius, Frankfurt am Main 1606